# Louis Joseph César Ducornet
Louis Joseph César Ducornet (Lilla, 10 gennaio 1806 – Parigi, 27 aprile 1856) è stato un pittore francese.
Attivo nei generi del ritratto e delle scene biblico-storiche, assunse fama in quanto, a causa della sua disabilità fisica, dipingeva con l'ausilio del solo piede destro al posto delle mani.

## Biografia
Louis Joseph César Ducornet, nato a Lilla da genitori di modesta estrazione sociale, era afflitto da un difetto congenito, ora noto come focomelia; non avendo né braccia né cosce e soltanto quattro dita al piede destro, non era in grado di camminare e doveva essere portato in braccio dal padre. Tuttavia, quando era ancora bambino, raccoglieva pezzi di carbone dal pavimento con le dita dei piedi e gli schizzi così approssimativi che realizzava si rivelavano così promettenti che ricevette un'istruzione artistica locale.
Con l'aiuto del comune di Lilla, il giovane Ducornet si trasferì poi a Parigi, dove studiò Belle Arti sotto la guida Guillaume Guillon Lethière, François Louis Joseph Watteau e François Gérard, e per un breve periodo ricevette anche una pensione governativa dal re Luigi XVIII. Malgrado la propria malformazione fisica, riuscì presto a sormontarla dipingendo servendosi con il piede destro, e raggiungendo un'agilità e una perizia significativi. Di seguito si riporta una testimonianza del Bulletin de la Société d’anthropologie de Paris del 1873:
Tale handicap lascerebbe pensare che Ducornet potesse diventare un artista maledetto, maudit: si pensi alla vicenda umana di Henri de Toulouse-Lautrec, anche questi fisicamente deforme e tuttavia funestato da una vita randagia e disordinata. Al contrario, Ducornet si inserì con successo nell'alveo delle istituzioni e dei circuiti ufficiali e, in particolare, dei Salon, dove esponeva regolarmente le proprie opere. La critica ufficiale, in particolare, ne apprezzava l'accuratezza del disegno, le qualità compositive, cromatiche e luministiche, e la generale intonazione mistica-drammatica. La fortuna critica di Ducornet, in ogni caso, fu alimentata come osservò Gustave Vapereau nel 1858 anche dai «risultati davvero straordinari che nonostante la natura egli seppe ottenere con pazienza e coraggio».

## Opere
Di seguito si riporta una lista non esaustiva delle opere più rilevanti di Ducornet:
- Amiens, museo di Piccardia: Édith au col du cygne retrouve le corps du roi Harold sur le champ de bataille d'Hastings en 1066, 1855;
- Auxi-le-Château, chiesa di San Martino: Gloria in Excelsis, 1850;
- Condom, cattedrale di San Pietro: Repos de la Sainte Famille en Égypte, 1841;
- Lilla:
  - Chiesa di Sant'Andrea: La Mort de la Madeleine, 1840;
  - Musée des canonniers:
    - Portrait du général François de Négrier sur le Champ-de-Mars à Lille;
    - Pierre-Hippolyte Saint-Léger commandant du bataillon des canonniers sédentaires de Lille, 1849:

  - Palazzo di Belle Arti
    - Les Adieux d'Hector et d'Andromaque, 1828;
    - Saint Louis rendant la justice sous un chêne, 1831;
    - Autoritratto.
- Saint-Riquier, abbazia di Saint-Riquier, cappella della Vergine: Apparition de la Sainte Vierge à sainte Philomène, 1846.

Opere di Louis Joseph César Ducornet
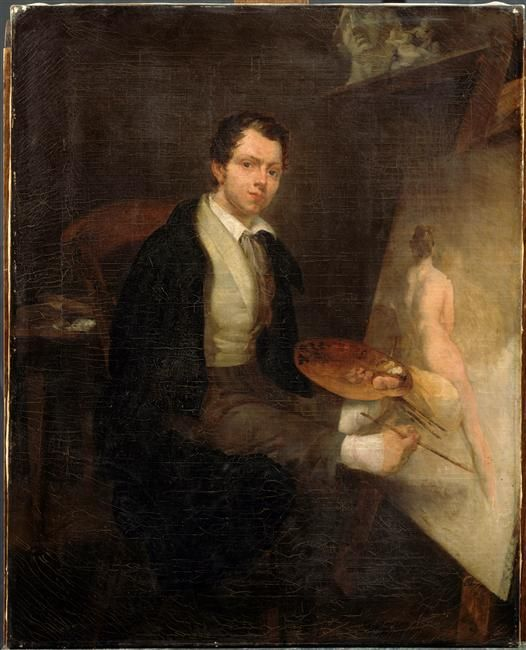
Autoportrait, palais des Beaux-Arts de Lille.
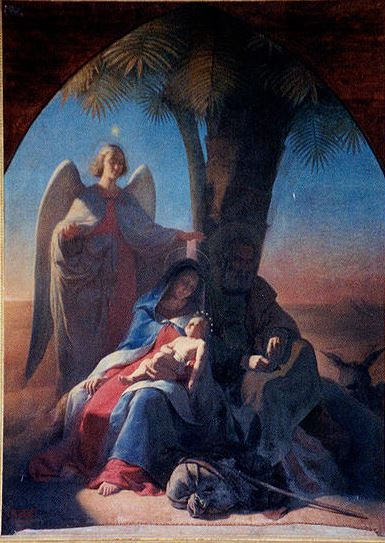
Repos de la Sainte Famille en Égypte (1841), cattedrale di San Pietro
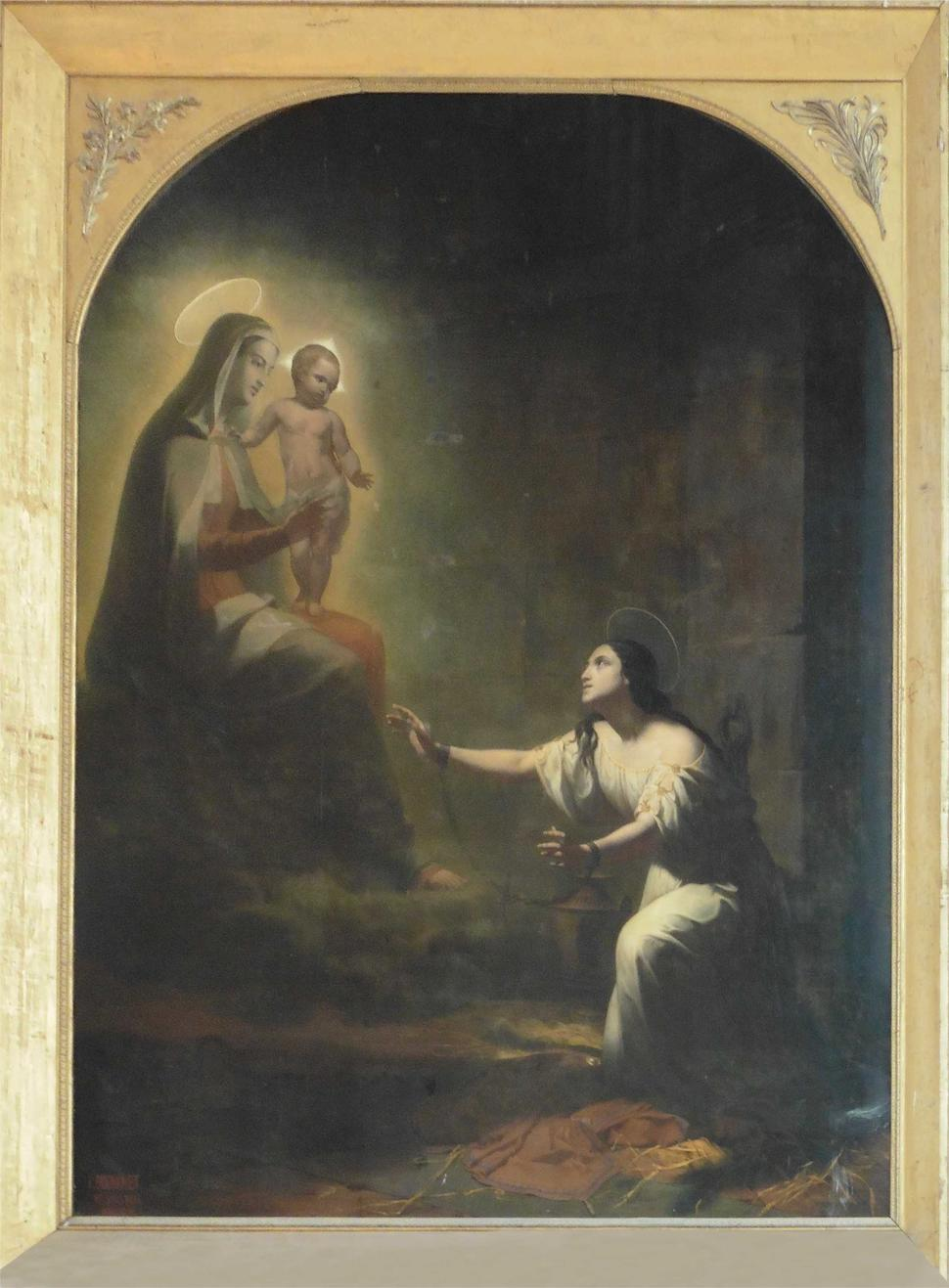
Vision de sainte Philomène (1846), abbazia di Saint-Riquier, cappella della Vergine
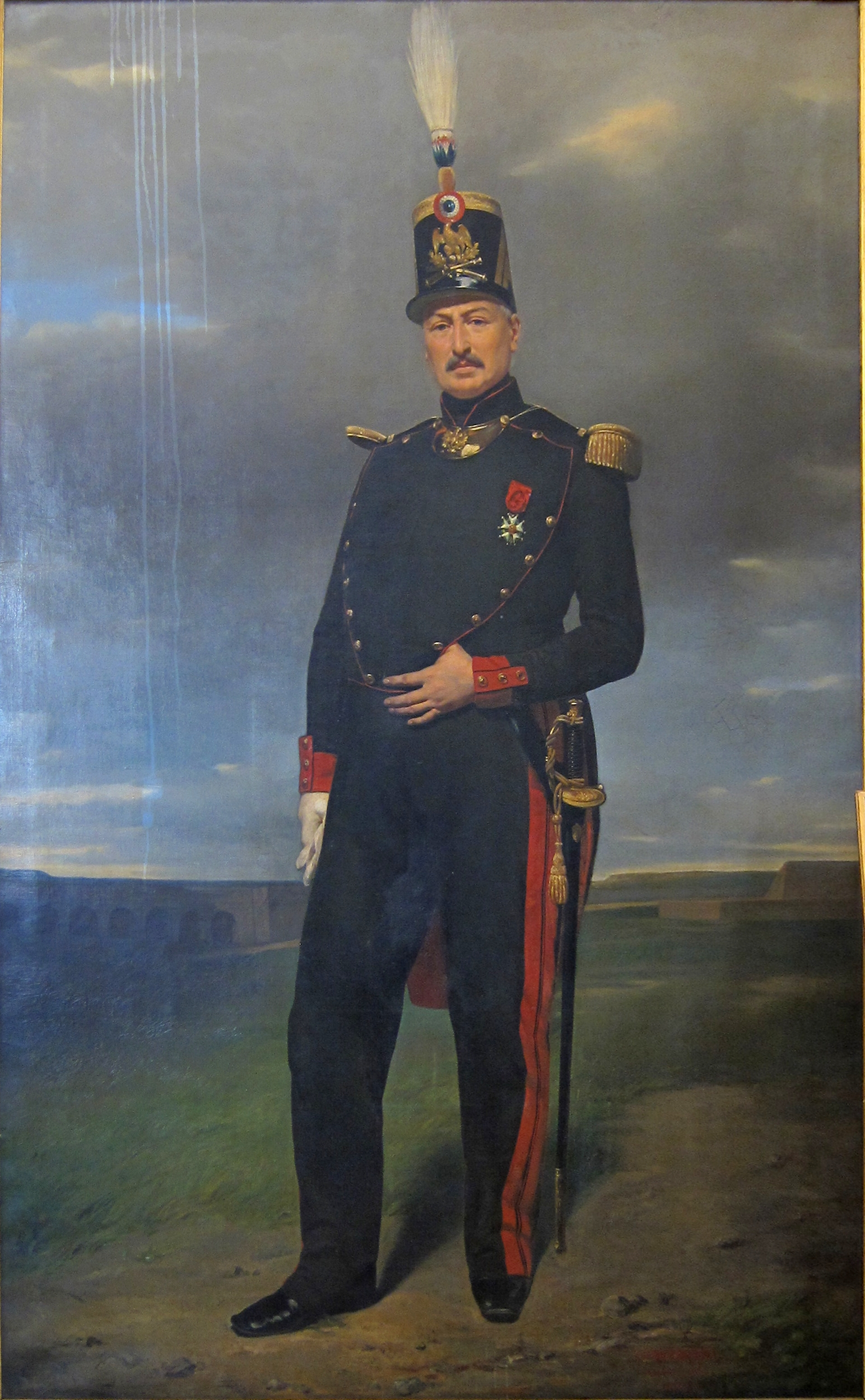
Pierre-Hippolyte Saint-Léger commandant du bataillon des canonniers sédentaires de Lille (1849), Lilla, musée des Canonniers.
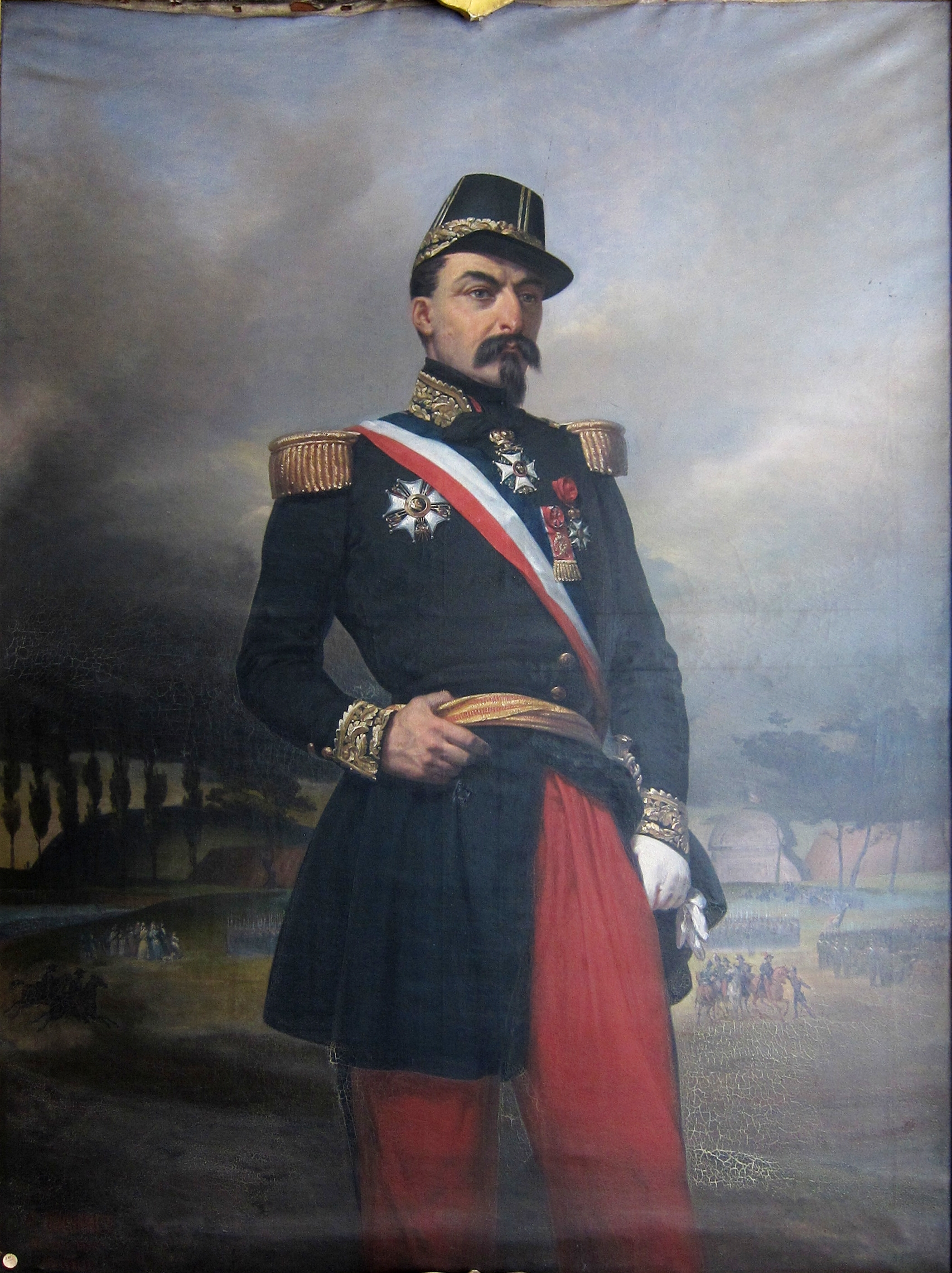
Portrait du général François de Négrier sur le Champ-de-Mars à Lille, Lilla, musée des Canonniers